# 220e division d'infanterie
La 220e division d'infanterie est une unité de l'armée allemande créée en 1917 qui participe à la Première Guerre mondiale sur le front de l'ouest. En 1917, la division est engagée dans le repli stratégique allemand du printemps lors de l'opération Alberich, puis dans la bataille d'Arras. Au cours de l'été, elle est déplacée en Belgique et combat autour de Passchendaele en octobre. En novembre, la division est engagée dans la contre-attaque allemande à Cambrai. Durant l'année 1918, la division ne prend pas part aux offensives allemandes, elle est en revanche lourdement sollicitée dans les combats défensifs de l'été et de l'automne. Après la signature de l'Armistice, la division est transférée en Allemagne et dissoute au cours de l'année 1919.

## Première Guerre mondiale

### Composition

#### 1916
- 4e brigade d'infanterie de la Garde

55e régiment d'infanterie de réserve
99e régiment d'infanterie de réserve
207e régiment d'infanterie de réserve
- 51e régiment d'artillerie de campagne

#### 1917
- 4e brigade d'infanterie de la Garde

190e régiment d'infanterie
55e régiment d'infanterie de réserve
99e régiment d'infanterie de réserve
- 4e escadron du 14e régiment d'uhlans (de)
- 220e commandement d'artillerie divisionnaire

51e régiment d'artillerie de campagne
- 220e bataillon de pionniers

#### 1918
- 4e brigade d'infanterie de la Garde

190e régiment d'infanterie
55e régiment d'infanterie de réserve
99e régiment d'infanterie de réserve
- 4e escadron du 14e régiment d'uhlans
- 220e commandement d'artillerie divisionnaire

51e régiment d'artillerie de campagne
87e bataillon d'artillerie à pied
- 220e bataillon de pionniers

### Historique
La division est formée à la fin de 1916 par le regroupement de régiments localisés en Artois et dans la Somme. le 207e régiment d'infanterie de réserve est issu de la 44e division de réserve, le 55e régiment d'infanterie de réserve est issu de la 2e division de réserve de la Garde et le 99e régiment d'infanterie de réserve provient de la 26e division de réserve.

#### 1917
- 6 février - 18 mars : la division est concentrée aux alentours de Boyelles, elle monte en ligne dans le secteur de Ransart au sud d'Arras.
- 18 mars - 9 avril : engagée dans l'opération Alberich, la division se replie sur des positions défensives dans le secteur de Hénin-sur-Cojeul, Écoust-Saint-Mein et Croisilles à partir du 20 mars[1].
- 9 - 30 avril : engagée dans la bataille d'Arras entre Croisilles et Arras. Au cours du mois d'avril, la composition de la division est modifiée, le 190e régiment d'infanterie remplace le 207e régiment d'infanterie de réserve[1].
- 30 avril - 29 mai : retrait du front, repos dans la région de Mortagne-du-Nord, puis en Belgique.
- 30 mai - 6 juillet : mouvement vers le front, occupation d'un secteur vers Fontaine-lès-Croisilles et Bullecourt.
- 7 juillet - 15 août : retrait du front, repos dans la région de Douai.
- 16 août - 30 septembre : occupation d'un secteur dans la région de Lens.
- 1er - 15 octobre : retrait du front, mouvement de rocade, arrivée en Belgique. La division est engagée dans la bataille de Passchendaele et occupe un secteur du front à l'est de Zonnebeke[1].
- 15 octobre - 25 novembre : retrait du front, repos dans la région de Bruges.
- 25 novembre - 4 décembre : transport par VF dans la région de Cambrai, engagée dans la contre-attaque allemande de la bataille de Cambrai[1].
- 5 - 31 décembre : retrait du front, repos.

#### 1918
- 1er - 27 janvier : relève de la 1re division de réserve de la Garde et occupation d'un secteur vers Hulluch et Loos-en-Gohelle[1].
- 27 janvier - 17 février : la division est relevée par la 1re division de réserve de la Garde, mouvement de rocade. Elle relève la 207e division d'infanterie et occupe le secteur voisin à droite du secteur précédemment occupé[1].
- 18 février - 25 avril : mouvement de rocade, la division est relevée par la 207e division d'infanterie et relève la 1re division de réserve de la Garde. Durant ces trois mois, la division subit plus de 1600 pertes principalement dues aux gaz. La division est relevée par la 42e division d'infanterie[2].
- 25 avril - 6 mai : retrait du front, repos dans la région de Douai.
- 6 mai - 1er août : relève de la 44e division de réserve, occupation d'un secteur du front dans le secteur de Locon, durant cette période grosse activité d'artillerie et nombreux raids de part et d'autre. Le 1er août la division est relevée par extension du front des divisions voisines[2].
- 2 - 20 août : retrait du front, repos.
- 20 août - 3 septembre : transport par VF dans la Somme. La division renforce la ligne de front dans le secteur de Biefvillers-lès-Bapaume, la division déplore durant cette période plus de 600 prisonniers[2].
- 3 - 29 septembre : retrait du front, repos.
- 29 septembre - 13 octobre : mouvement vers le front, renforcement de ce dernier dans le secteur de Blécourt, nombreux combats avec des pertes sévères[2].
- 13 - 21 octobre : retrait du front, repos.
- 21 octobre - 4 novembre : mouvement vers le front, renforcement de la ligne vers Anzin.
- 4 - 11 novembre : mouvement de rocade, à partir du 7 novembre, en ligne dans le secteur d'Élouges[2]. Après la signature de l'armistice, la division est transférée en Allemagne et dissoute au cours de l'année 1919.

## Chefs de corps
| Grade                        | Nom                   | Date                              |
| ---------------------------- | --------------------- | --------------------------------- |
| Generalmajor/Generalleutnant | Hermann von Bassewitz | 11 janvier 1917 - 22 janvier 1919 |